# Нересница
Нересница је насеље у Србији у општини Кучево у Браничевском округу. Према попису из 2022. било је 1464 становника.
Овде се налазе Нересничка језера.

## Демографија
У насељу Нересница живи 1923 пунолетна становника, а просечна старост становништва износи 44,0 година (42,5 код мушкараца и 45,4 код жена). У насељу има 742 домаћинства, а просечан број чланова по домаћинству је 3,19.
Становништво у овом насељу веома је нехомогено, а у последња три пописа, примећен је пад у броју становника.
|  |

| Демографија | Демографија | Демографија |
| Година      | Становника  | Становника  |
| ----------- | ----------- | ----------- |
| 1948.       | 3.456       |             |
| 1953.       | 3.584       |             |
| 1961.       | 3.729       |             |
| 1971.       | 3.730       |             |
| 1981.       | 3.469       |             |
| 1991.       | 3.128       | 2.770       |
| 2002.       | 2.365       | 3.069       |
| 2011.       | 1.954       |             |

| Етнички састав према попису из 2002.‍ | Етнички састав према попису из 2002.‍ | Етнички састав према попису из 2002.‍ | Етнички састав према попису из 2002.‍ | Етнички састав према попису из 2002.‍ |
| ------------------------------------ | ------------------------------------ | ------------------------------------ | ------------------------------------ | ------------------------------------ |
|                                      |                                      |                                      |                                      |                                      |
| Власи                                | Власи                                |                                      | 1.175                                | 49,68%                               |
| Срби                                 | Срби                                 |                                      | 857                                  | 36,23%                               |
| Роми                                 | Роми                                 |                                      | 46                                   | 1,94%                                |
| Румуни                               | Румуни                               |                                      | 20                                   | 0,84%                                |
| Југословени                          | Југословени                          |                                      | 15                                   | 0,63%                                |
| Македонци                            | Македонци                            |                                      | 3                                    | 0,12%                                |
| непознато                            | непознато                            |                                      | 35                                   | 1,47%                                |

| Година пописа     | 1948. | 1953. | 1961. | 1971. | 1981. | 1991. | 2002. |
| ----------------- | ----- | ----- | ----- | ----- | ----- | ----- | ----- |
| Број домаћинстава | 721   | 753   | 866   | 897   | 833   | 769   | 742   |

| Број чланова      | 1   | 2   | 3   | 4   | 5  | 6  | 7  | 8 | 9 | 10 и више | Просек |
| ----------------- | --- | --- | --- | --- | -- | -- | -- | - | - | --------- | ------ |
| Број домаћинстава | 149 | 186 | 120 | 104 | 78 | 72 | 22 | 8 | 3 | 0         | 3,19   |

| Пол    | Укупно | Неожењен/Неудата | Ожењен/Удата | Удовац/Удовица | Разведен/Разведена | Непознато |
| ------ | ------ | ---------------- | ------------ | -------------- | ------------------ | --------- |
| Мушки  | 968    | 197              | 661          | 73             | 35                 | 2         |
| Женски | 1.033  | 98               | 670          | 227            | 36                 | 2         |
| УКУПНО | 2.001  | 295              | 1.331        | 300            | 71                 | 4         |

| Пол    | Укупно                    | Пољопривреда, лов и шумарство | Рибарство                            | Вађење руде и камена | Прерађивачка индустрија       |
| ------ | ------------------------- | ----------------------------- | ------------------------------------ | -------------------- | ----------------------------- |
| Мушки  | 435                       | 122                           | 0                                    | 68                   | 93                            |
| Женски | 250                       | 137                           | 0                                    | 3                    | 37                            |
| УКУПНО | 685                       | 259                           | 0                                    | 71                   | 130                           |
| Пол    | Производња и снабдевање   | Грађевинарство                | Трговина                             | Хотели и ресторани   | Саобраћај, складиштење и везе |
| Мушки  | 9                         | 15                            | 41                                   | 6                    | 30                            |
| Женски | 0                         | 1                             | 25                                   | 5                    | 3                             |
| УКУПНО | 9                         | 16                            | 66                                   | 11                   | 33                            |
| Пол    | Финансијско посредовање   | Некретнине                    | Државна управа и одбрана             | Образовање           | Здравствени и социјални рад   |
| Мушки  | 0                         | 1                             | 11                                   | 6                    | 0                             |
| Женски | 0                         | 3                             | 6                                    | 14                   | 5                             |
| УКУПНО | 0                         | 4                             | 17                                   | 20                   | 5                             |
| Пол    | Остале услужне активности | Приватна домаћинства          | Екстериторијалне организације и тела | Непознато            | Непознато                     |
| Мушки  | 6                         | 0                             | 0                                    | 27                   | 27                            |
| Женски | 2                         | 0                             | 0                                    | 9                    | 9                             |
| УКУПНО | 8                         | 0                             | 0                                    | 36                   | 36                            |

## Познате личности
- Изворинка Милошевић- певачица, извођач српске и влашке народне музике.
- Стеван Раичковић (1928-2007) - песник